# قناة إس بي سي
إس بي سي أو SBC، هي قناة تلفزيونية مفتوحة تبثها هيئة الإذاعة والتلفزيون السعودية، بدأ بثها 15 مايو 2018، بعد إغلاق قناة الثقافية لتحل محلها. ، وقد صرحت هيئة الإذاعة والتلفزيون بأنها خطوة إعلامية بعد التغيير الذي حدث في السعودية، وتعرض القناة مسلسلات سعودية وعربية حصريًا لأول مرة على شاشة حكومية سعودية، بعدما كانت تعرض بالمشاركة مع قنوات أخرى، كما تبث القناة مسابقات غنائية وبرامج دينية وبرنامج حواري صباحي وآخر للطبخ وثالث للسينما. ومن أشهر برامجها نجم السعودية، وجوائز السعودية وغيرها من البرامج والمسلسلات.

## البرامج
- لقمة وبسمة.
- بالمقلوب.
- جوائز السعودية.
- حالتنا حالة.
- شير شات.
- تالي الليل.
- منارات.
- كفو.
- حكاية 94.
- تذكرة إلى روسيا.
- بوب كورن.
- أفلام سعودية.
- خمسة خواتم.
- أحب السعودية.
- نور.
- نجم السعودية.
- جربها.
- رحال.
- مسيان.
- مطبخ ضحى.
- الدوري مع وليد.